# OpenRefine
OpenRefine est un logiciel libre de nettoyage et de mise en forme de données. Il est similaire dans son apparence à un tableur mais fonctionne en fait comme une base de données.

## Historique

Ancien logo

Nouveau logo

Openrefine a pour origine le logiciel Freebase Gridworks qui fut développé à partir de 2009 par la société Metaweb (en) afin de faciliter la préparation des données à importer dans sa base de connaissances Freebase basée sur les principes du web sémantique et qui publiait ses données en licence ouverte.
Le 10 mai 2010, est annoncé la sortie de la version 1.0 de Freebase Gridworks.
Le 16 juillet 2010, Google a racheté la société Metaweb.
Le 10 novembre 2010, Google annonce la version 2.0 du projet qui a été renommé Google Refine.
En 2012, le développement n'est plus assuré par Google. Le nom est changé en OpenRefine.
En décembre 2017, Google News Initiative offre 100 000 USD pour permettre le développement d'OpenRefine, qui permit entre autres d'effectuer les versions 2.8 et 3.0.
Fin 2019, l'Initiative Chan Zuckerberg a attribué, dans le cadre de son programme « Essential Open Source Software for Science », à OpenRefine 200 000 USD pour permettre son développement en 2020.

## Fonctionnalités
- Nettoyage de données.
- Manipulation de données, d'un format à un autre.
- Moissonnage de données d'un site web.
- Ajout de données depuis un service web.
- Alignement avec une Wikibase (dont Wikidata).